# Стадион „Хаджи Димитър“
Стадион „Хаджи Димитър“ е многофункционален стадион в Сливен, България. На него играе домакинските си мачове отборът на Сливен. Капацитетът на стадиона е 10 000 места.
- Стадионът е част от многофункционален комплекс, който включва плувен басейн, тенис кортове, 2 тренировъчни игрища и 4-звезден хотел.

През 2008, след като Сливен печели промоция за А група, на стадиона са монтирани седалки.

## Външни връзки
- Неофициален сайт
- Страница на стадиона в bgclubs.bg[неработеща препратка]